# Волобуєва Віра Андріївна
Віра Андріївна Волобуєва (нар. 5 травня 1953) — українська радянська діячка, новатор сільськогосподарського виробництва, бригадир птахофабрики «Южна» Сімферопольського району Кримської області. Депутат Верховної Ради УРСР 10-го скликання.

## Біографія
З 1975 року — бригадир цеху вирощування молодняка птиці птахофабрики «Южна» Сімферопольського району Кримської області. Член ВЛКСМ.
Освіта вища. Закінчила Харківський зооветеринарний інститут.
Потім — на пенсії у селі Партизанське Сімферопольського району АР Крим.